# 殿と犬
『殿と犬』（とのといぬ）は、西田理英による日本の漫画作品。『COMIC ポラリス』（フレックスコミックス）にて、2021年3月19日から4月8日まで短期集中連載されたのち、10月14日より正式連載中。
本作は、没落した元大名の「殿」と、ウェルシュ・コーギーの「犬」の交流を描いた漫画である。

## 登場人物
声はアニメのわんわん！ / ぽてぽて！ / くんくん！ / もふもふ！の各バージョンのもの。
殿
声 - 大塚明夫 / 杉田智和 / 武内駿輔 / 相葉雅紀
犬

## 制作背景

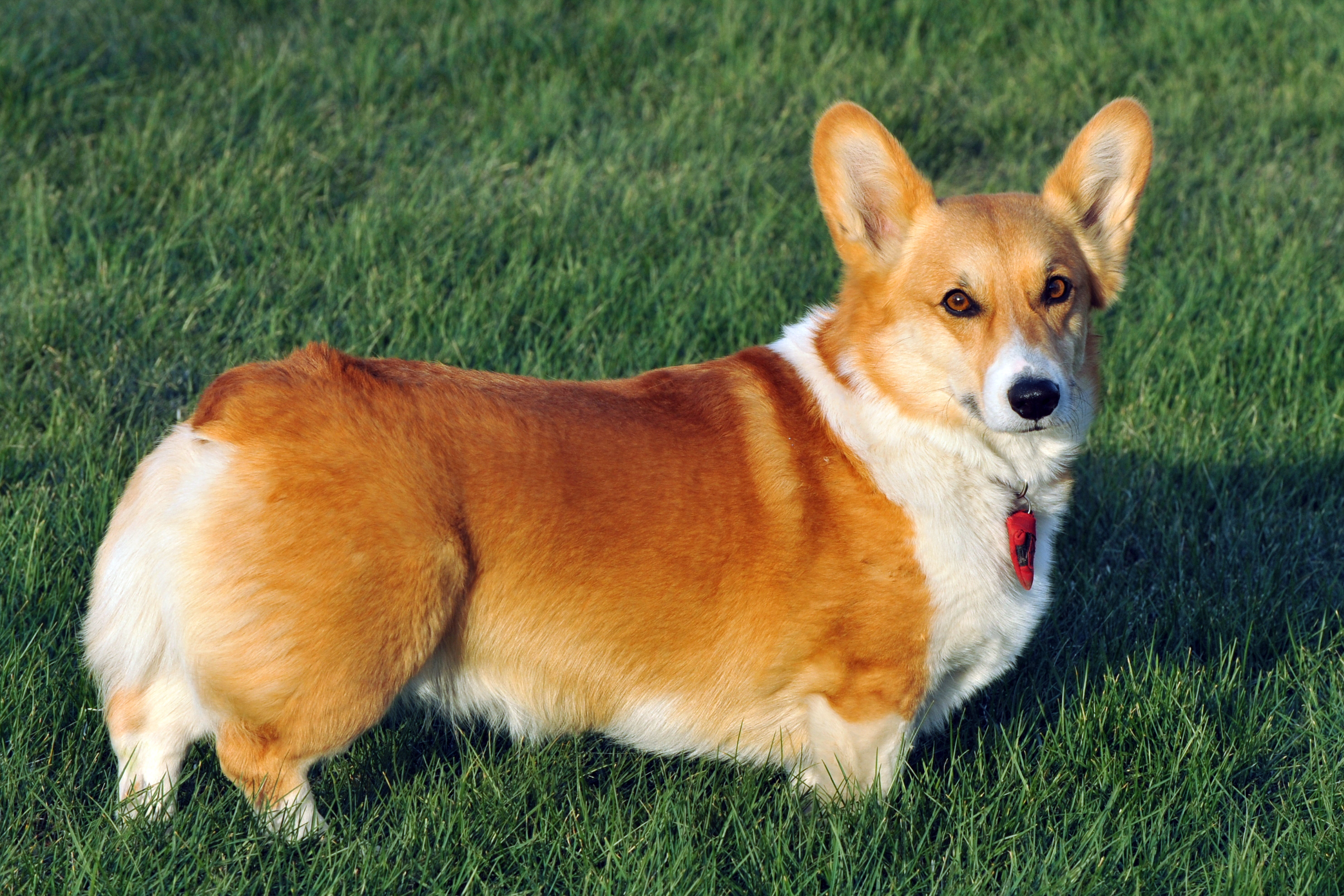
ウェルシュ・コーギー・ペンブローク

本作の連載から数年前、西田は犬を主題とした読み切り漫画を依頼され、自分が飼育しているウェルシュ・コーギー・ペンブロークをモデルとしたキャラクターを考案した。また、物語の短さから、自分の好きな戦国～江戸時代あたりを舞台設定にした。
一方、従来は長屋の中で完結する物語が多かったため、多くの住人たちと交流する風景を描きたかったと西田は「ザ・テレビジョン」とのインタビューの中で語っており、背景にもこだわったと述べている。
タイトルの通り、本作は「殿」と「犬」の日常を主題としている一方、「留守番コーギーと迷子犬」のように、他の犬が登場する話もある。

## 書籍情報
- 西田理英 『殿と犬』 フレックスコミックス〈ポラリスCOMICS〉、既刊5巻（2025年7月15日現在）
  1. 2022年9月15日発売[9]、ISBN 978-4-86675-240-2
  2. 2023年5月15日発売[10]、ISBN 978-4-86675-288-4
  3. 2024年2月15日発売[11]、ISBN 978-4-86675-341-6
  4. 2024年10月15日発売[12]、ISBN 978-4-86675-384-3
  5. 2025年7月15日発売[13]、ISBN 978-4-86675-446-8

## 反響
また、Twitterに公開された「留守番コーギーと迷子犬」は、10.6万件のいいねがつけられた。

## テレビアニメ
2024年10月から2025年3月までTOKYO MXほかにて放送された。それぞれ殿役の声優が異なる「〜わんわん！〜」「〜ぽてぽて！〜」「〜くんくん！〜」「〜もふもふ！〜」の4つのバージョンが放送される。

### 制作（テレビアニメ）

#### 経緯
本作はオー・エル・エムとLive2D Creative Studioの共同制作であり、商業作品としては初めてとなる「全編Live2D制作」のアニメーションである。
元々Live2Dはアニメーション制作ツールとしてスタートしたものの、実際はゲーム開発で使われることが多かった。会社の規模が大きくなり、技術の進歩も見られたことから、Live2D社は新しいこととして、アニメーション市場への挑戦に踏み切った。ただし、この時点におけるLive2Dはゲーム向けの技術が進んでいたため、まずは映像作品としての研究から始まり、それに合わせた機能強化が図られた。ある程度研究が済んだところで、『殿と犬』のテレビアニメ化に踏み切った。

#### 映像
本作の制作フローは、Live2D特有の工程こそあれど、おおまかな流れは通常のアニメーション制作と同様である。一方、Live2Dはイラストに動きをつける仕組みを取っている以上、3Dモデルのような使いまわしができない。このため、本作に登場する犬については、特定の部位をパーツ分けすることで可動域を保つなど、様々な工夫が施されている。また、本作ではLive2Dの持ち味を生かした細部の調整が行われた。
一方、Live2Dはキャラクターが大きく変化する動き（例：でんぐり返し）を苦手としており、このような場合はモデルの可動域を増やすための素材をより多く用意する必要があり、個別の対応が求められた。コストとのバランスを見極めつつも、スタッフたちは実制作を通じてノウハウを蓄積せざるを得なかった。

### スタッフ
- 原作 - 西田理英[14]
- 監督 - 春日森春木[14]
- 作画監督・シリーズ演出 - 國定みゆき
- 美術監督 - 黒澤成江
- 撮影監督 - 宮下卓也
- 編集 - 安達貴大
- 音響監督 - 小沼則義[14]
- 音楽 - 宮崎隼[14]
- プロデューサー - 山本京佳、照井健、大久保圭、伊藤裕史
- アニメーションプロデューサー - 石川源次郎
- アニメーション制作 - OLM × Live2D Creative Studio[14]
- 製作 - 「殿と犬」製作委員会[14]

### 主題歌
「リトル・ラヴァーズ」
SUPER★DRAGONによる主題歌。作詞・作曲・編曲はcinema staffの三島想平。

### 各話リスト
| 話数       | サブタイトル   | エピソード演出    | 初放送日        |
| ---------- | -------------- | ----------------- | --------------- |
| その一     | 殿と犬         | 石濵那美          | 2024年 10月10日 |
| その二     | 殿と領地       | 中山成美          | 10月17日        |
| その三     | 殿と挨拶       | 雲井聖司          | 10月24日        |
| その四     | 殿と朝 犬と夜  | 石濱那美          | 10月31日        |
| その五     | 殿と童         | 仲間晶子          | 11月7日         |
| その六     | 殿と落とし物   | 雲井聖司          | 11月14日        |
| その七     | 犬と留守番     | 石濱那美          | 11月21日        |
| その八     | 殿と洗濯       | 中山成美          | 11月28日        |
| その九     | 殿と市         | 雲井聖司 仲間晶子 | 12月5日         |
| その十     | 殿と柄杓       | 石濱那美          | 12月12日        |
| その十一   | 殿と川涼み     | 中山成美          | 12月19日        |
| その十二   | 殿と地蔵       | 中山成美          | 12月26日        |
| その十三   | 殿と雨         | 雲井聖司 仲間晶子 | 2025年 1月9日   |
| その十四   | 犬と迷子       | 石濱那美          | 1月16日         |
| その十五   | 殿と犬好き     | 雲井聖司 仲間晶子 | 1月23日         |
| その十六   | 殿とお屋敷     | 石濱那美          | 1月30日         |
| その十七   | 殿と泥棒       | 中山成美          | 2月6日          |
| その十八   | 続・殿と泥棒   | 雲井聖司          | 2月13日         |
| その十九   | 殿と褒美       | 石濱那美          | 2月20日         |
| その二十   | 殿と絵師       | 中山成美          | 2月27日         |
| その二十一 | 殿と犬と       | 雲井聖司 仲間晶子 | 3月6日          |
| その二十二 | 殿とお祭り     | 石濱那美          | 3月13日         |
| その二十三 | 殿と不思議な童 | 中山成美          | 3月20日         |
| その零     | 犬と出会い     | 雲井聖司          | 3月27日         |

### 放送局
| 放送期間                       | 放送時間                     | 放送局   | 対象地域   | 備考     |
| ------------------------------ | ---------------------------- | -------- | ---------- | -------- |
| 2024年10月10日 - 2025年3月27日 | 木曜 21:54 - 22:00           | TOKYO MX | 東京都     | 製作参加 |
| 2024年10月11日 - 2025年3月28日 | 金曜 2:30 - 2:35（木曜深夜） | 毎日放送 | 近畿広域圏 |          |

| 放送期間                       | 放送時間                     | 放送局   | 対象地域   | 備考     |
| ------------------------------ | ---------------------------- | -------- | ---------- | -------- |
| 2024年10月11日 - 2025年3月28日 | 金曜 19:26 - 19:30           | TOKYO MX | 東京都     | 製作参加 |
| 2024年10月12日 - 2025年3月29日 | 土曜 3:23 - 3:28（金曜深夜） | 毎日放送 | 近畿広域圏 |          |

| 放送期間                       | 放送時間                     | 放送局   | 対象地域   | 備考     |
| ------------------------------ | ---------------------------- | -------- | ---------- | -------- |
| 2024年10月13日 - 2025年3月30日 | 日曜 18:55 - 19:00           | TOKYO MX | 東京都     | 製作参加 |
| 2024年10月15日 - 2025年4月1日  | 火曜 3:15 - 3:20（月曜深夜） | 毎日放送 | 近畿広域圏 |          |

| 放送期間                      | 放送時間                     | 放送局   | 対象地域   | 備考     |
| ----------------------------- | ---------------------------- | -------- | ---------- | -------- |
| 2024年10月15日 - 2025年4月1日 | 火曜 1:00 - 1:05（月曜深夜） | TOKYO MX | 東京都     | 製作参加 |
| 2024年10月16日 - 2025年4月2日 | 水曜 4:00 - 4:05（火曜深夜） | 毎日放送 | 近畿広域圏 |          |

| 配信開始日                                                  | 配信時間                                               | 配信サイト | 備考                                                        |
| ----------------------------------------------------------- | ------------------------------------------------------ | --- | ----------------------------------------------------------- |
| 2024年10月10日 2024年10月11日 2024年10月13日 2024年10月15日 | 木曜 22:00 金曜 20:00 日曜 19:30 火曜 1:30（月曜深夜） | U-NEXT アニメ放題 | 「わんわん！」 「ぽてぽて！」 「くんくん！」 「もふもふ！」 |
| 2024年10月21日                                              | 月曜 1:30（日曜深夜）                                  | ABEMA auスマートパスプレミアム バンダイチャンネル dアニメストア DMM TV FOD Hulu J:COM STREAM Lemino milplus Prime Video TELASA ニコニコチャンネル Rakuten TV ビデオマーケット | 4バージョン 同時配信                                        |

### BD
| 巻  | 発売日       | 収録話     | 規格品番                                |
| --- | ------------ | ---------- | --------------------------------------- |
| BOX | 2025年4月2日 | 全24話×4殿 | PCXP-51110 SCXP-00189（きゃにめ限定版） |

### 評価（テレビアニメ）
バーチャルYoutberの蒼唯レンは、自分の経験からテレビアニメとLive2Dの相性は悪いと考えていたが、Live2Dによる「alive 2024」での講演や、Live2D企画制作事業部に所属する石川源次郎へのインタビューを経て考えを改めたと、ニュースサイト「AUTOMATON」に寄せた記事の中で明かしている。蒼唯は、講演で公開されたでんぐり返しのスライドは言われなければ気づかないほど自然な動きだったっと述べており、「こうした難しい動きも、制作工程がより洗練されていけば、ある程度のマニュアルに則って制作することができるようになるということなのだろう。」と分析している。

### 註釈
1. ↑  たとえば、動きのパラメータ設定により、動物特有の動きや毛並みの調整がしやすくなった[15]。